# Scandal (serie de televisión)
Scandal es una serie de televisión estadounidense, creada por Shonda Rhimes y protagonizada por Kerry Washington. La serie comenzó a emitirse el 5 de abril de 2012 en la cadena ABC. y terminó de emitirse el 19 de abril de 2018. El personaje de la protagonista Kerry Washington está basado parcialmente en Judy Smith, jefa de prensa de la administración de George H. W. Bush y que además es coproductora ejecutiva de la serie. La serie tiene lugar en Washington D. C. y se centra en la agencia de gestión de crisis de Olivia Pope, Olivia Pope & Associates (Olivia Pope & Asociados), y en su personal, así como en el personal de la Casa Blanca, entre los que destacan el presidente de Estados Unidos, Fitzgerald Grant III, su jefe de gabinete, Cyrus Beene, y la primera dama, Mellie Grant.

## Sinopsis
Olivia Pope (Kerry Washington) es una abogada experta manejando crisis y escándalos. A ello se dedica en pleno Washington, siendo cliente suyo hasta el mismísimo presidente de los Estados Unidos. Su misión, y la de su equipo, es proteger y defender la imagen y las vidas de sus clientes, normalmente pertenecientes a la élite del país.

## Temporadas
| Temporada | Temporada | Episodios | Emisión original         | Emisión original    | Nielsen Ratings         | Nielsen Ratings |
| Temporada | Temporada | Episodios | Comienzo                 | Final               | Audiencia (en millones) | Ranking         |
| --------- | --------- | --------- | ------------------------ | ------------------- | ----------------------- | --------------- |
|           | 1         | 7         | 5 de abril de 2012       | 17 de mayo de 2012  | 8.21                    | #62             |
|           | 2         | 22        | 27 de septiembre de 2012 | 16 de mayo de 2013  | 8.46                    | #47             |
|           | 3         | 18        | 3 de octubre de 2013     | 17 de abril de 2014 | 12.00                   | #13             |
|           | 4         | 22        | 25 de septiembre de 2014 | 14 de mayo de 2015  | 12.66                   | #8              |
|           | 5         | 21        | 24 de septiembre de 2015 | 12 de mayo de 2016  | 10.68                   | #29             |
|           | 6         | 16        | 26 de enero de 2017      | 18 de mayo de 2017  | 8.16                    | #30             |
|           | 7         | 18        | 5 de octubre de 2017     | 19 de abril de 2018 | 7.41                    | #53             |

## Reparto
| Actor               | Personaje                   | Temporada  | Temporada  | Temporada  | Temporada  | Temporada  | Temporada  | Temporada |
| Actor               | Personaje                   | 1          | 2          | 3          | 4          | 5          | 6          | 7         |
| ------------------- | --------------------------- | ---------- | ---------- | ---------- | ---------- | ---------- | ---------- | --------- |
| Kerry Washington    | Olivia Pope                 | Principal  | Principal  | Principal  | Principal  | Principal  | Principal  | Principal |
| Henry Ian Cusick    | Stephen Finch               | Principal  |            |            | Invitado   |            |            |           |
| Columbus Short      | Harrison Wright             | Principal  | Principal  | Principal  |            |            |            |           |
| Darby Stanchfield   | Abby Whelan                 | Principal  | Principal  | Principal  | Principal  | Principal  | Principal  | Principal |
| Katie Lowes         | Quinn Perkins               | Principal  | Principal  | Principal  | Principal  | Principal  | Principal  | Principal |
| Guillermo Díaz      | Diego "Huck" Muñoz          | Principal  | Principal  | Principal  | Principal  | Principal  | Principal  | Principal |
| Tony Goldwyn        | Fitzgerald Thomas Grant III | Principal  | Principal  | Principal  | Principal  | Principal  | Principal  | Principal |
| Jeff Perry          | Cyrus Beene                 | Principal  | Principal  | Principal  | Principal  | Principal  | Principal  | Principal |
| Dan Bucatinsky      | James Novak                 | Principal  | Principal  | Principal  |            |            |            |           |
| Joshua Malina       | David Rosen                 | Recurrente | Principal  | Principal  | Principal  | Principal  | Principal  | Principal |
| Bellamy Young       | Mellie Grant                | Recurrente | Principal  | Principal  | Principal  | Principal  | Principal  | Principal |
| Scott Foley         | Jake Ballard                |            | Recurrente | Principal  | Principal  | Principal  | Principal  | Principal |
| Portia de Rossi     | Elizabeth North             |            |            |            | Recurrente | Principal  | Principal  |           |
| Joe Morton          | Eli Pope/Rowan              |            | Recurrente | Recurrente | Recurrente | Principal  | Principal  | Principal |
| Cornelius Smith Jr. | Marcus Walker               |            |            |            | Invitado   | Principal  | Principal  | Principal |
| George Newbern      | Charlie                     | Recurrente | Recurrente | Recurrente | Recurrente | Recurrente | Recurrente | Principal |

## Producción

### Desarrollo
A principios de 2011, se anunció que Shonda Rhimes estaba desarrollando un nuevo piloto. En febrero, Kerry Washington fue elegida para un papel principal. La actriz Gabrielle Union y Taraji P. Henson audicionaron para este papel junto a Washington antes de ser elegida oficialmente. Henry Ian Cusick también consiguió un papel en la serie. El 28 de febrero de 2011, se anunció que Tony Goldwyn consiguió el papel de presidente. En mayo de 2011, ABC recogió al piloto como reemplazo de mitad de temporada. Durante el Tour de Prensa de la Asociación de Críticos de Televisión de Invierno, se anunció que el programa se estrenará el 5 de abril de 2012 después de Grey's Anatomy.
El 10 de mayo de 2017, ABC anunció que la séptima temporada sería la última temporada del programa.

### Equipo
| Productores | Escritores | Directores |
| --- | --- | --- |
| Judy Smith, Jenna Bans, Mark, Fish, Tom Verica, Peter Nowalk, Allan Heinberg, Mark Driscoll, Noah Evslin, Chris Van Dusen, Holden Chang, Peter Noah, Roxann Dawson | Jenna Bans, Matt Byrne, Severiano Canales, Mark Fish, Zahir McGhee, Heather Mitchell, Raamla Mohamed, Peter Noah, Miguel Nolla, Peter Nowalk, Shonda Rhimes, Richard Robbins, Chris Van Dusen, Mark Wilding | Tom Verica, Oliver Bokelberg, Steve Robin, Allison Liddi-Brown, Russell Robertson, Mark Tinker, Jeannot Szwarc, Randall Zisk, Stephen Cragg, Michael Katleman, Ron Underwood, Roxann Dawson, Tony Goldwyn, Paul McGuigan, Bethany Rooney, Jessica Yu, Ava DuVernay, Julie Anne Robinson, Debbie Allen, Paul McCrane, Scott Foley |

### Elenco
La primera temporada tuvo nueve papeles que recibieron la categoría de protagonistas, incluyendo a Kerry Washington como protagonista de la serie, Olivia Pope, exdirectora de Comunicaciones de la Casa Blanca con su propia firma de gestión de crisis. Junto a ella, están Harrison Wright (interpretado por Columbus Short); Abby Whelan (interpretada por Darby Stanchfield), quien comienza una relación con el fiscal de distrito David Rosen, interpretado por Joshua Malina; Huck (interpretado por Guillermo Díaz), el problemático técnico que trabaja para Olivia, y la recién contratada Quinn Perkins (interpretada por Katie Lowes). Jeff Perry interpreta a Cyrus Beene, el Jefe de Estado de la Casa Blanca, Bellamy Young como la primera dama Melody "Mellie" Grant, y Tony Goldwyn como el presidente Fitzgerald "Fitz" Thomas Grant III.
Varios cambios en el elenco ocurrieron para la segunda temporada. Henry Ian Cusick salió del programa y no regresó como su personaje Stephen Finch para la segunda temporada, ya que el actor y la showrunner Shonda Rhimes tomaron la decisión mutua de no volver por segundo año. Tanto Bellamy Young como Joshua Malina fueron promovidos al elenco regular.
El 14 de junio de 2013, Scott Foley , quien se incorporó como invitado en la segunda temporada, fue ascendido a regular a partir de la tercera. Lisa Kudrow se anunció que se uniria al elenco el 28 de agosto y se reveló que interpretaría a la congresista Josephine Marcus durante varios episodios. Se anunció que el actor de Private Practice Paul Adelstein se uniría al elenco como Leo Bergen. Sin embargo, en el momento del anuncio, los detalles sobre asu rol se mantenían en secreto. El 23 de septiembre de 2013, se anunció que Sally Pressman desempeñaría un papel recurrente en el programa, que resultó ser la hermana de la congresista Marcus.Jack Coleman se unió al elenco en un papel recurrente como Daniel Douglas, el esposo de la vicepresidenta Sally Langston.
El 5 de noviembre de 2013, Khandi Alexander fue elegida en un papel recurrente como la madre de Olivia para un arco de episodios múltiples. El 3 de diciembre de 2013, se anunció que el programa estaba eligiendo un nuevo papel como un "chico guapo y carismático" llamado Andrew, que sería un interés amoroso para el personaje de Bellamy Young, Mellie.Unos días después, el 6 de diciembre se anunció que el actor Jon Tenney había conseguido el papel de Andrew. El 28 de enero de 2014, se anunció que Scandal estaba buscando protagonistas invitados para personificar a Jerry y Karen Grant, los hijos de los personajes de Tony Goldwyn y Bellamy Young. Una semana después, el 6 de febrero de 2014, se informó que los papeles de Jerry y Karen serían interpretados por Dylan Minnette y Madeline Carroll. El dúo apareció en el decimoquinto episodio, además del final de temporada.
El 25 de abril de 2014, se anunció que Columbus Short no regresaría para la cuarta temporada debido a razones personales. En una entrevista con la creadora del programa, Shonda Rhimes, reveló que el personaje de Short, Harrison Wright, sería asesinado. La presentadora de televisión Ellen DeGeneres reveló en Twitter que su esposa, Portia de Rossi, había sido elegida para una "trama de alto secreto" en múltiples episodios.
El 4 de febrero de 2016 se anunció que Ricardo Chavira se uniría al programa en un papel recurrente y aparecería por primera vez en el undécimo episodio. El 8 de febrero de 2016, se anunció que Annabeth Gish había sido elegida para un papel recurrente. The Hollywood Reporter anunció el 18 de febrero de 2016 que Joe Morton, que interpreta a Rowan "Eli" Pope, había sido ascendido a un personaje regular de la serie y fue acreditado como miembro del elenco regular por primera vez en el duodécimo episodio de la temporada cinco. TVLine anunció el 6 de agosto de 2016 que la actriz de Glee, Jessalyn Gilsig, reemplazará a Joelle Carter como Vanessa Moss, la esposa de Jake Ballard.
TVLine anunció el 15 de mayo de 2017 que George Newbern, que interpreta a Charlie, sería promovido a miembro principal del reparto para la temporada 7.

## Recepción

### Críticas
Scandal ha recibido críticas generalmente favorables, con una puntuación colectiva de 64/100 basada en 28 críticas de Metacritic. Basado en proyectores avanzados enviados antes del estreno del programa, Alan Sepinwall de HitFix declaró:

Perfectamente honesto, después de ver cuatro episodios de Scandal, no estoy 100 por ciento claro sobre qué es lo que hacen Olivia y su equipo (la mayoría de ellos colegas abogados que no practican leyes), ni sobre qué es exactamente el programa. Tampoco estoy completamente seguro de que importe.

### Lista de críticas
| 2013 |
| --- |
| - N.º 10 Austin Chronicle - N.º 9 Boston Globe - N.º 9 Chicago Sun-Times - N.º 8 The Daily Beast - N.º 4 Film School Rejects - N.º 5 Indiewire - N.º 9 Vulture - N.º 8 NPR - N.º 10 The Salt Lake Tribune - N.º 5 Us Weekly - N.º 6 Yahoo - – American Film Institute |

|
| 2014                         |
| ---------------------------- |
| - N.º 9 Akron Beacon Journal |

|
| 2015                   |
| ---------------------- |
| - N.º 10 Village Voice |

### Premios y nominaciones
| Año  | Premio                            | Categoría                                        | Nominado(s) | Resultado | Ref.   |
| ---- | --------------------------------- | ------------------------------------------------ | --- | --------- | ------ |
| 2012 | ALMA Awards                       | Actor de reparto en drama                        | Guillermo Díaz | Nominado  | [ 45 ] |
| 2013 | AFI Award                         | Programa del año                                 | Scandal | Ganador   |        |
| 2013 | BET Awards                        | Mejor actor/actriz                               | Kerry Washington | Ganador   | [ 46 ] |
| 2013 | Imagen Awards                     | Best Actor/Television                            | Guillermo Díaz | Nominado  | [ 47 ] |
| 2013 | NAACP Image Awards                | Meor Drama                                       | Scandal | Ganador   | [ 48 ] |
| 2013 | NAACP Image Awards                | Mejor actriz                                     | Kerry Washington | Ganador   | [ 48 ] |
| 2013 | NAACP Image Awards                | Mejor guion                                      | Shonda Rhimes (por "Sweet Baby") | Nominado  | [ 48 ] |
| 2013 | Primetime Emmy Awards             | Mejor actriz en drama                            | Kerry Washington | Nominado  | [ 49 ] |
| 2013 | Primetime Emmy Awards             | Mejor actor invitado                             | Dan Bucatinsky | Ganador   | [ 49 ] |
| 2013 | TV Guide Awards                   | Serie favorita                                   | Scandal | Ganador   | [ 50 ] |
| 2013 | TV Guide Awards                   | Actriz favorita                                  | Kerry Washington | Ganador   | [ 50 ] |
| 2013 | TV Guide Awards                   | Mejor elenco                                     | Kerry Washington, Columbus Short, Darby Stanchfield, Katie Lowes, Guillermo Díaz, Jeff Perry, Tony Goldwyn, Bellamy Young, Joshua Malina, Scott Foley | Nominado  | [ 50 ] |
| 2013 | Vision Awards                     | Mejor Drama                                      | Scandal | Ganador   | [ 51 ] |
| 2014 | BET Awards                        | Mejor actor/actriz                               | Kerry Washington | Nominado  | [ 52 ] |
| 2014 | Critics' Choice Television Awards | Mejor actriz de reparto                          | Bellamy Young | Ganador   | [ 53 ] |
| 2014 | Critics' Choice Television Awards | Mejor actor invitado                             | Joe Morton | Nominado  | [ 53 ] |
| 2014 | Dorian Awards                     | Interpretación del año – Actriz                  | Kerry Washington | Nominado  | [ 54 ] |
| 2014 | Golden Globe Awards               | Mejor actriz en drama                            | Kerry Washington | Nominado  | [ 55 ] |
| 2014 | Gracie Awards                     | Mejor Drama                                      | Scandal | Ganador   | [ 56 ] |
| 2014 | NAACP Image Awards                | Mejor Drama                                      | Scandal | Ganador   | [ 57 ] |
| 2014 | NAACP Image Awards                | Mejor actriz                                     | Kerry Washington | Ganador   | [ 57 ] |
| 2014 | NAACP Image Awards                | Mejor actor en drama                             | Guillermo Díaz | Nominado  | [ 57 ] |
| 2014 | NAACP Image Awards                | Mejor actor en drama                             | Joe Morton | Ganador   | [ 57 ] |
| 2014 | NAACP Image Awards                | Mejor actor en drama                             | Columbus Short | Nominado  | [ 57 ] |
| 2014 | Peabody Award                     | Area of Excellence (Television)                  | Scandal | Ganador   |        |
| 2014 | Primetime Emmy Awards             | Mejor actriz en drama                            | Kerry Washington |           | [ 58 ] |
| 2014 | Primetime Emmy Awards             | Mejor Actor en drama                             | Joe Morton | Ganador   | [ 58 ] |
| 2014 | Primetime Emmy Awards             | Mejor actriz de reparto                          | Kate Burton | Nominado  | [ 58 ] |
| 2014 | Prism Award                       | Drama Series Episode – Substance Use             | "Snake in the Garden" | Ganador   | [ 59 ] |
| 2014 | Prism Award                       | Mejor interpretación en episodio                 | Tony Goldwyn | Nominado  | [ 59 ] |
| 2014 | Screen Actors Guild Awards        | Mejor actriz en drama                            | Kerry Washington | Nominado  | [ 60 ] |
| 2014 | TV Guide Awards                   | Mejor drama                                      | Scandal | Nominado  | [ 61 ] |
| 2014 | TV Guide Awards                   | Actriz favorita                                  | Kerry Washington | Nominado  | [ 61 ] |
| 2014 | Vision Awards                     | Mejor Drama                                      | Scandal | Ganador   | [ 62 ] |
| 2015 | BET Awards                        | Mejor actor/actriz                               | Kerry Washington | Nominado  | [ 63 ] |
| 2015 | NAACP Image Awards                | Mejor Drama                                      | Scandal | Nominado  | [ 64 ] |
| 2015 | NAACP Image Awards                | Mejor actriz en Drama                            | Kerry Washington | Nominado  | [ 64 ] |
| 2015 | NAACP Image Awards                | Mejor actor en drama                             | Guillermo Díaz | Nominado  | [ 64 ] |
| 2015 | NAACP Image Awards                | Mejor actor en drama                             | Joe Morton | Ganador   | [ 64 ] |
| 2015 | NAACP Image Awards                | Mejor actriz en drama                            | Khandi Alexander | Ganador   | [ 64 ] |
| 2015 | NAACP Image Awards                | Mejor guion en Drama                             | Zahir McGhee | Nominado  | [ 64 ] |
| 2015 | OFTA Television Awards            | Mejor actriz en Drama                            | Kerry Washington | Nominado  | [ 65 ] |
| 2015 | OFTA Television Awards            | Mejor actriz invitada                            | Khandi Alexander | Nominado  | [ 65 ] |
| 2015 | People's Choice Awards            | Actriz favorita                                  | Kerry Washington | Nominado  | [ 66 ] |
| 2015 | People's Choice Awards            | Drama favorito                                   | Scandal | Nominado  | [ 66 ] |
| 2015 | Primetime Emmy Awards             | Mejor actriz en Drama                            | Khandi Alexander | Nominado  | [ 67 ] |
| 2015 | Teen Choice Awards                | Mejor Actri – Drama]]                            | Kerry Washington | Nominado  | [ 68 ] |
| 2016 | NAACP Image Awards                | Mejor Drama Series                               | Scandal | Nominado  | [ 69 ] |
| 2016 | NAACP Image Awards                | Mejor actriz in a Drama Series                   | Kerry Washington | Nominado  | [ 69 ] |
| 2016 | NAACP Image Awards                | Mejor actor de reparto                           | Guillermo Díaz | Nominado  | [ 69 ] |
| 2016 | NAACP Image Awards                | Mejor actor de reparto                           | Joe Morton | Ganador   | [ 69 ] |
| 2016 | People's Choice Awards            | Actor favorito en drma                           | Scott Foley | Nominado  | [ 70 ] |
| 2016 | People's Choice Awards            | Mejor Actriz favorita                            | Kerry Washington | Nominado  | [ 70 ] |
| 2016 | People's Choice Awards            | Mejor serie Drama favorita                       | Scandal | Nominado  | [ 70 ] |
| 2016 | Teen Choice Awards                | Mejor actriz – Drama                             | Kerry Washington | Nominado  | [ 71 ] |
| 2017 | Location Managers Guild Awards    | Mejor lugar sobresaliente en serie contemporania | Veronique Vowell | Nominado  | [ 72 ] |
| 2017 | NAACP Image Awards                | Mejor actriz en Drama                            | Kerry Washington | Nominado  | [ 73 ] |
| 2017 | NAACP Image Awards                | Mejor Actor de reparto en Drama                  | Joe Morton | Nominado  | [ 73 ] |
| 2017 | People's Choice Awards            | Actor favorito en Drama                          | Scott Foley | Nominado  | [ 74 ] |
| 2017 | People's Choice Awards            | Actriz favorito en Drama                         | Kerry Washington | Nominado  | [ 74 ] |
| 2018 | People's Choice Awards            | Programa del año 2018                            | Scandal | Nominado  | [ 75 ] |
| 2018 | People's Choice Awards            | Estrella drama de 2018                           | Kerry Washington | Nominado  | [ 75 ] |
| 2018 | People's Choice Awards            | Estrella drama de 2018                           | Kerry Washington | Nominado  | [ 75 ] |
| 2018 | People's Choice Awards            | Estrella masculino en drama de 2018              | Scott Foley | Nominado  | [ 75 ] |
| 2018 | People's Choice Awards            | Estrella masculino en drama de 2018              | Tony Goldwyn | Nominado  | [ 75 ] |
| 2018 | Primetime Emmy Awards             | Mejor actriz invitada en Drama                   | Viola Davis | Nominado  | [ 76 ] |